# Kartoffelkloß

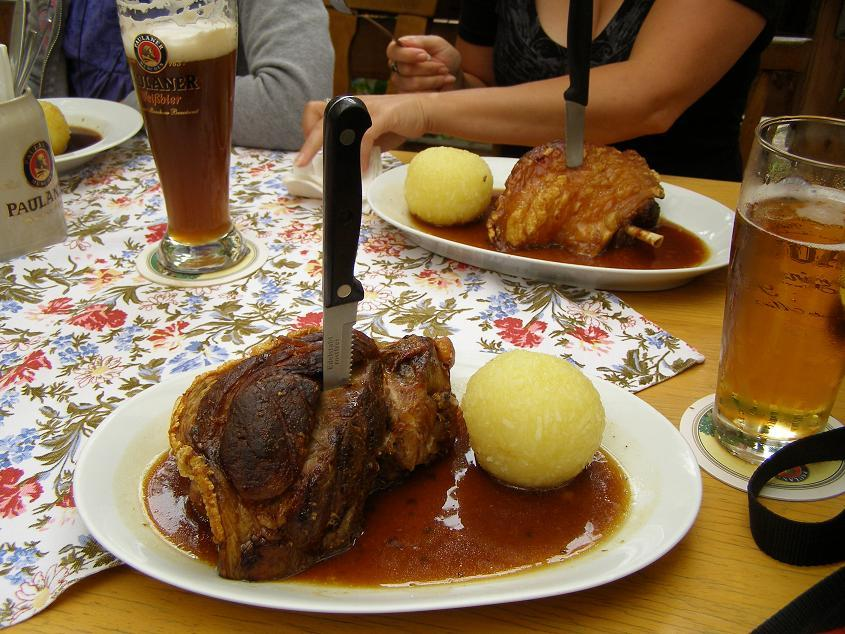
Bayerische Schweinshaxe mit Kartoffelknödel

Kartoffelklöße oder Kartoffelknödel, in Bayern auch Reibeknödel oder Reiberknödel (von „reiben“), in Schwaben Gleeß und Gneedl, in Franken unter anderem Gniedla oder Klüeß und in Österreich Erdäpfelknödel genannt, sind Klöße, die aus gekochten Kartoffeln oder einer Mischung von rohen und gekochten Kartoffeln (Thüringer Klöße) oder einer Mischung von rohen Kartoffeln und Grießbrei (sogenannte Vogtländische Klöße) zubereitet werden.
In manchen Rezepten werden aus rohen und gekochten Kartoffeln hergestellte Knödel, beispielsweise bei Knödeln halb und halb, auch halbseidene genannt.
Es gibt sehr viele verschiedene Rezepte. Bei einem Rezept werden die am Vortag gekochten Kartoffeln durch eine Kartoffelpresse oder ein grobes Sieb gedrückt beziehungsweise die rohen gerieben, mit etwas Mehl und Salz, manchmal auch Ei, zu einem festen Teig vermengt und in heißem Salzwasser gegart, bis sie an die Oberfläche steigen. Die Klöße können vor dem Garen mit in Butter gerösteten Weißbrotwürfeln gefüllt werden.

## Gekochte Kartoffelklöße

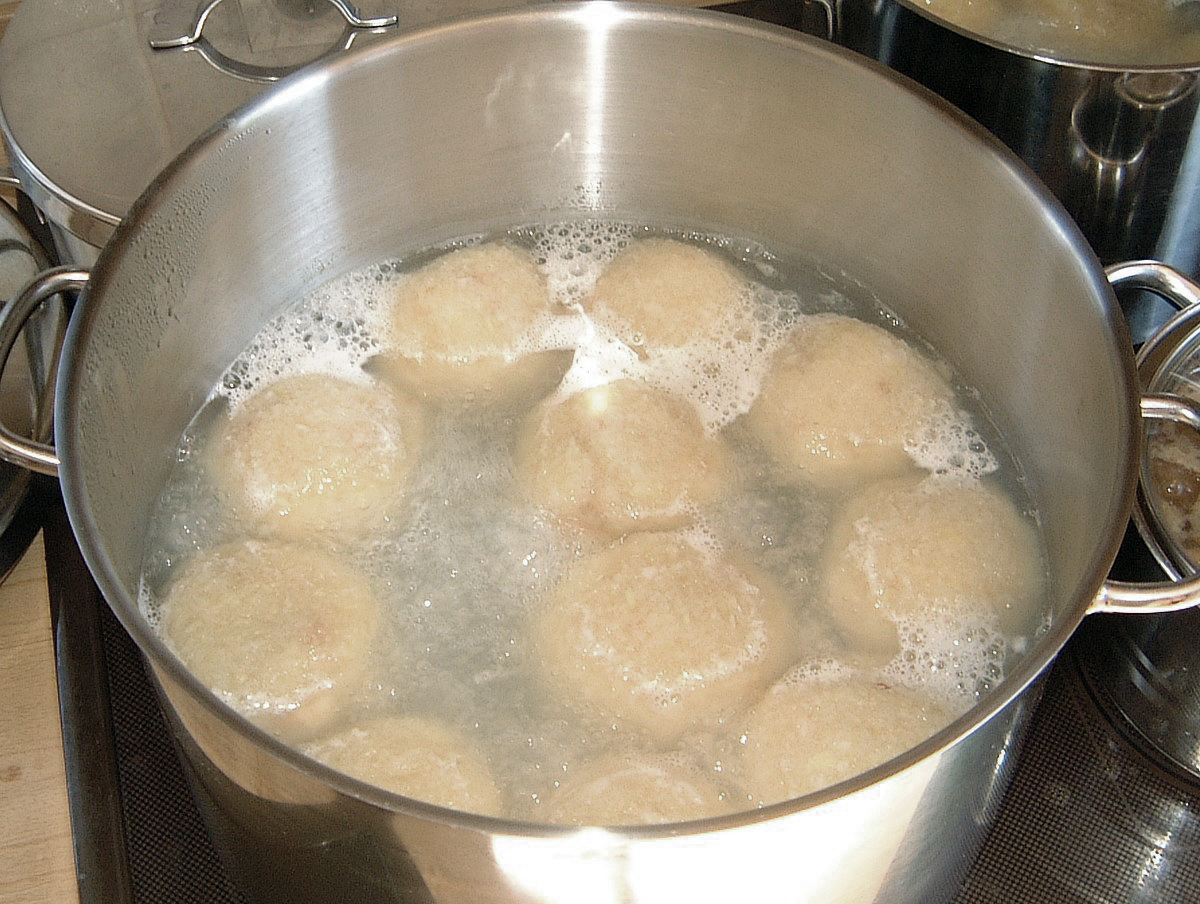
Kartoffelklöße im Topf

Gekochte Klöße sind etwas breiig in der Konsistenz, richtig zubereitet jedoch leicht und locker. Für ihre Zubereitung ist in einigen Rezepten Ei erforderlich. Der Teig aus meistens gekochten Kartoffeln kann auch zu süßen Desserts wie beispielsweise Zwetschgenknödel verwendet werden.
Als Zampe bezeichnet man im südlichen Thüringer Wald Klöße aus einem Zamet genannten Kartoffelpüree aus gestampften Kartoffeln und Kartoffelstärke.

## Rohe Kartoffelklöße
Rohe Klöße sind etwas körnig im Biss mit einer leicht glasigen Oberfläche.
Grüne Klöße, Rohe Klöße, Rohe Kartoffelklöße, im Vogtland auch Griegeniffte, Griene Glees, Grügeniffte oder Grüngenüffte (so zweimal bei Karl May erwähnt), in der Pfalz auch hoorische Knepp (haarige Knöpfe).
Teilweise wird die bairische Bezeichnung Reibe(r)knödel auch spezifisch für rohe Klöße verwendet.
Durch Oxidation kann sich rohe Kartoffelmasse verfärben. Dies kann durch Schwefelung mit einem Schwefelstreifen oder durch Zusatz von Kaliumdisulfit verhindert werden. Dieser Lebensmittelzusatzstoff wird entsprechend auch als Knödelhilfe bzw. Kloßweiß bezeichnet und unter der E-Nummer  E224 geführt.

## Regionale Varianten

### Vogtland
Im Vogtland sind Griegeniffte verbreitet. Das Wort setzt sich zusammen aus grün (vogtländisch: grie) und Geniffte von (vogtländisch und thüringisch-obersächsisch: niffeln bzw. niffen – reiben, schaben). Zur Zubereitung werden mehlig-kochende, rohe Kartoffeln gerieben und ausgepresst. Die so entstehende Kloßmasse überbrüht man mit kochendem Wasser, so dass eine formbare Masse entsteht. Diese Masse formt man mit den Händen oder einer Schöpfkelle zu Klößen. Diese Klöße müssen etwa 20 min in leicht siedendem Salzwasser garen. Zur Variation des Grundrezeptes kann man Grießbrei oder Kartoffelbrei unter die Masse mischen oder geröstete Semmelwürfel in die Mitte des Kloßes geben.

### Thüringen
Thüringer Klöße, Grüne Klöße, Hütes, Klößchen auch Knölla sind handgeformte, aus ⅔ rohen geriebenen und ⅓ zerkochten Kartoffeln hergestellte Kartoffelklöße.

### Coburg
Die Coburger Klöße in Coburg (Oberfranken) zeichnen sich durch eine eher matschige Konsistenz aus.

### Österreich
Bei den österreichischen Waldviertlerknödeln ist der Anteil der rohen Erdäpfel höher (bis zu drei Vierteln). Eine Spezialität der österreichischen, tschechischen und slowenischen Küche sind Knödel, bei der die Knödelmasse mit weiteren Zutaten vermischt oder gefüllt wird: Fleischknödel, Grammelknödel. Ebenfalls in der österreichischen Küche werden auch süße Obstknödel oft mit Kartoffelteig aus gekochten Kartoffeln zubereitet, so etwa Marillenknödel oder Zwetschkenknödel. Der Erdäpfelknödel etablierte sich in Österreich mit der allgemeinen Verbreitung der Kartoffel um ca. 1800 und gilt als einer der jüngsten Vertreter der Knödel in Österreich.

### Schlesien

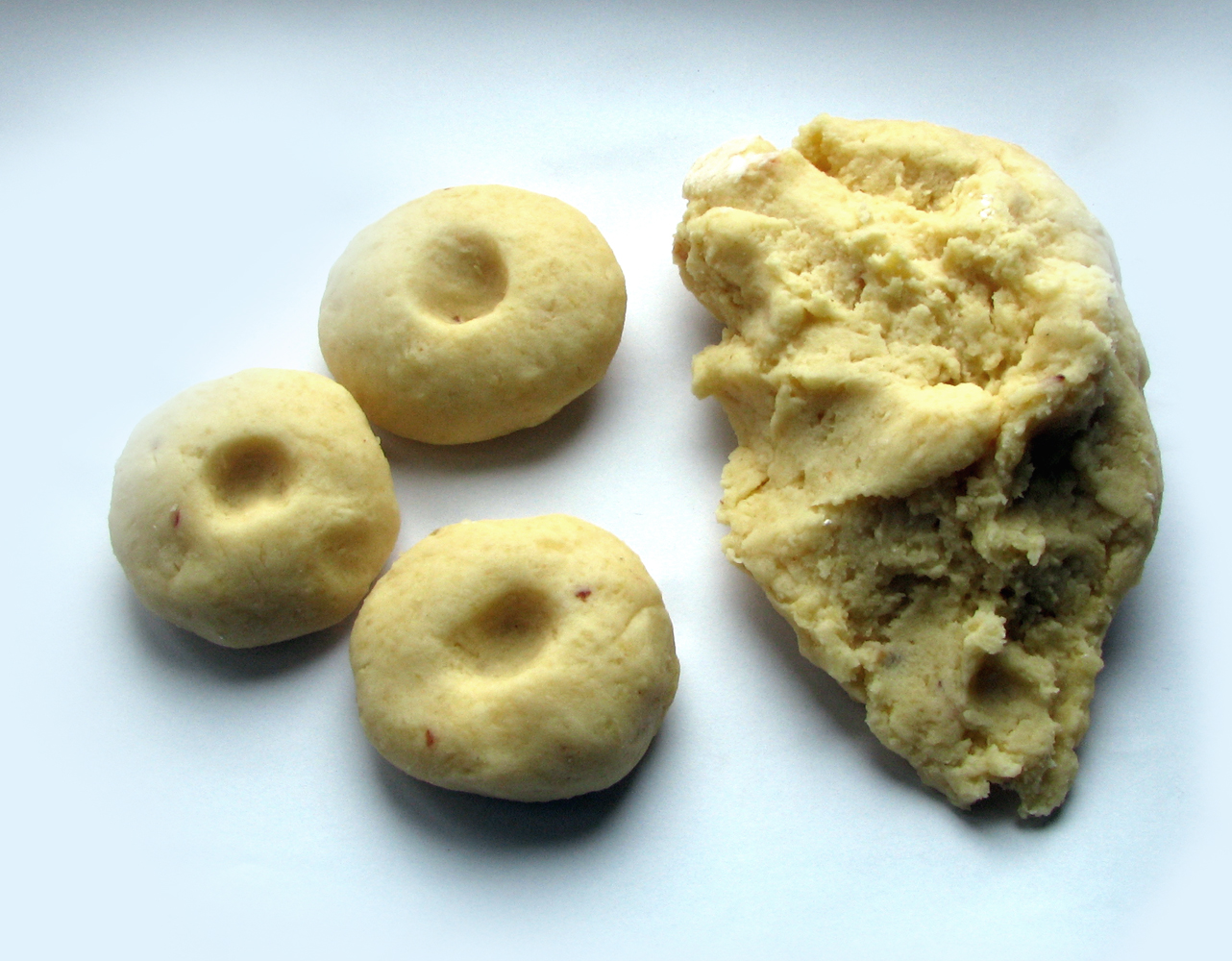
Oberschlesische Gummiklöße im Rohzustand

Schlesische Kartoffelklöße oder Gummiklöße (schlesisch: Schläsche Kließla oder Gummikließla, polnisch Kluski śląskie, schlonsakisch: Ślůnske kluski oder gůmiklyjzy) stammen aus Schlesien. Ihr Teig wird aus Kartoffelmehl (Kartoffelstärke) und gekochten Kartoffeln bereitet und vor dem Kochen zu abgeflachten Kugeln geformt, in die auf einer Seite mittig eine Vertiefung gedrückt wird. Wird dem Kloßteig mindestens ein Drittel roher geriebener Kartoffeln beigemengt, nennt man sie Schwarze Klöße, Graue Klöße oder Polnische Klöße (schlesisch: Schwoarze Kließla,  Grooe Kließla oder Pulsche Kließla, polnisch: Kluski czarne, Szare kluski oder Kluski polskie). Normalerweise enthält der Teig weder Ei noch Milch, was den Klößen Elastizität verleiht.
In der schlesischen Küche sind die schlesischen Kartoffelklöße häufig Begleiter der regionalen Traditionsgerichte Schlesisches Himmelreich und Roulade mit Rotkohl. Darüber hinaus sind sie in der gesamten polnischen Küche verbreitet und als Beilage zu Fleisch- und Pilzgerichten beliebt. International sind sie häufig unter ihrem polnischen Namen Kluski śląskie bekannt.
Die Schlesier haben den schlesischen Klößen ein eigenes Lied gewidmet. Der niederschlesische Heimatdichter Ernst Schenke ersann dazu das 6-strophige Kließla-Lied: Kließla, Kließla, Leibgerichte … Vertont wurde es von Gerhard Wilhelm.

### Schweden
In Schweden heißt eine Variante gefüllter Kartoffelklöße Kroppkakor.

### Oberpfalz
In der Oberpfalz findet eine Variante mit Semmelbeimischung (hier auch Spotzen genannt) weite Verbreitung. Es handelt sich um eine Mischung aus Semmelknödel und Rohem Knödel. Pro gewünschtem Knödel wird ca. 3/4 geschnittene Semmel (geschnittene Semmeln sind „altbackene“ Semmeln vom Vortag und werden in der Oberpfalz beim Bäcker in einer speziellen Schneidemaschine geschnitten) und der Knödelmasse (die bereits aus rohen und gekochten Kartoffeln besteht) zugefügt. Zur Bindung kann auch noch Sahne oder Vollmilch zugegeben werden. Der Knödel wird dann wie der rohe Kloß gekocht.

## Größter (Thüringer) Kloß (2010)

Kloß mit 365 kg auf dem Marktplatz in Jena, 1. Mai 2010 – Weltrekord

Am 1. Mai 2010 wurde in Jena der bisher größte Thüringer Kartoffelkloß mit einem Gewicht von 365 kg zubereitet. Das Kochgefäß war ein Glaszylinder aus Schottglas, der Teig wurde von der ALBIG Feinkost GmbH aus Heichelheim (Thüringen) bereitgestellt. Der Kloßteig bestand aus zwei Dritteln rohen, geschleuderten Kartoffeln und einem Drittel gekochter Kartoffeln. Die Garzeit betrug ca. 8 Stunden.

## Größter (Fränkischer) Kloß (2025)

Größter Kloß der Welt (465 kg) in Wombach/Franken (22. Juni 2025)

In Wombach wurde am 21. Juni 2025 ein 465 kg schwerer Kloß gekocht. Die Kochzeit betrug 21 Stunden. Die Vorbereitungszeit dauerte etwa anderthalb Jahre. Der (fränkische) Kloßteig wurde von der Firma Schmidt aus Heroldsbach geliefert. Der Teig bestand zu 90 Prozent aus Kartoffel und zu 10 Prozent aus Stärke. Damit ist der Wombacher Kloß der größte Kloß der Welt.